# Енчепінг (комуна)
Комуна Енчепінг (швед. Enköpings kommun) — адміністративно-територіальна одиниця місцевого самоврядування, що розташована в лені Уппсала у центральній Швеції.
Енчепінг 82-а за величиною території комуна Швеції. Адміністративний центр комуни — місто Енчепінг.

## Населення
Населення становить 40 297 чоловік (станом на вересень 2012 року).
| Кількість населення комуни Енчепінг за 1970-2010 роки | Кількість населення комуни Енчепінг за 1970-2010 роки | Кількість населення комуни Енчепінг за 1970-2010 роки | Кількість населення комуни Енчепінг за 1970-2010 роки | Кількість населення комуни Енчепінг за 1970-2010 роки |
| ----------------------------------------------------- | ----------------------------------------------------- | ----------------------------------------------------- | ----------------------------------------------------- | ----------------------------------------------------- |
| Рік                                                   |                                                       |                                                       | Населення                                             |                                                       |
| 1970                                                  | 1970                                                  |                                                       | 31 875                                                | 31 875                                                |
| 1975                                                  | 1975                                                  |                                                       | 31 911                                                | 31 911                                                |
| 1980                                                  | 1980                                                  |                                                       | 32 720                                                | 32 720                                                |
| 1985                                                  | 1985                                                  |                                                       | 32 881                                                | 32 881                                                |
| 1990                                                  | 1990                                                  |                                                       | 34 862                                                | 34 862                                                |
| 1995                                                  | 1995                                                  |                                                       | 36 453                                                | 36 453                                                |
| 2000                                                  | 2000                                                  |                                                       | 36 606                                                | 36 606                                                |
| 2005                                                  | 2005                                                  |                                                       | 38 422                                                | 38 422                                                |
| 2010                                                  | 2010                                                  |                                                       | 39 759                                                | 39 759                                                |
| Джерело: SCB                                          |                                                       |                                                       |                                                       |                                                       |

## Населені пункти
Комуні підпорядковано 8 міських поселень (tätort) та низка сільських, більші з яких:
- Енчепінг (Enköping)
- Ерсундсбру (Örsundsbro)
- Гуммельста (Hummelsta)
- Грілльбю (Grillby)
- Ф'єрдгундра (Fjärdhundra)
- Бредсанд (Bredsand)
- Лілльчирка (Lillkyrka)
- Гаґа (Haga)

## Галерея

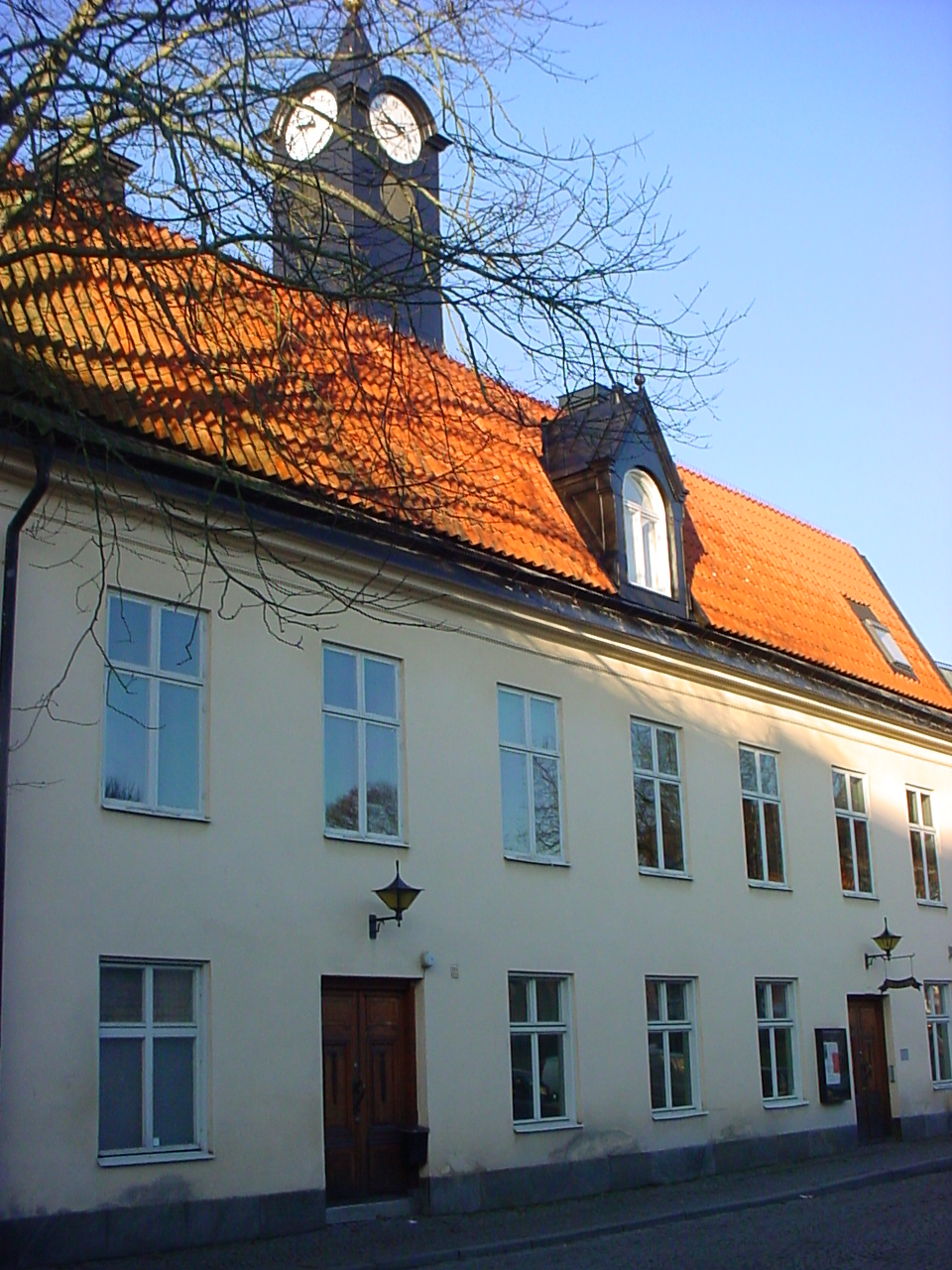
Ратуша (Енчепінг)
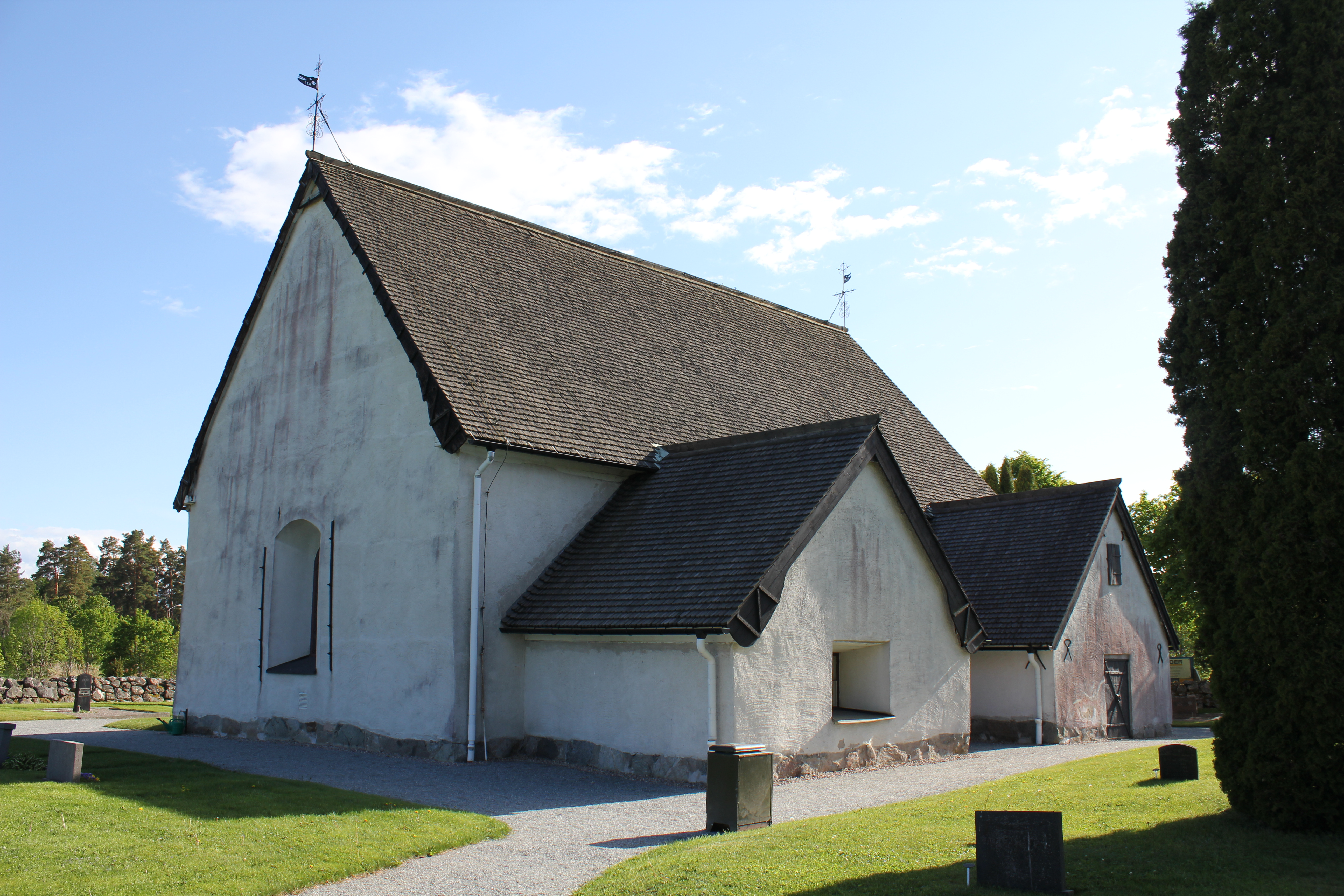
Церква (Лілльчирка)
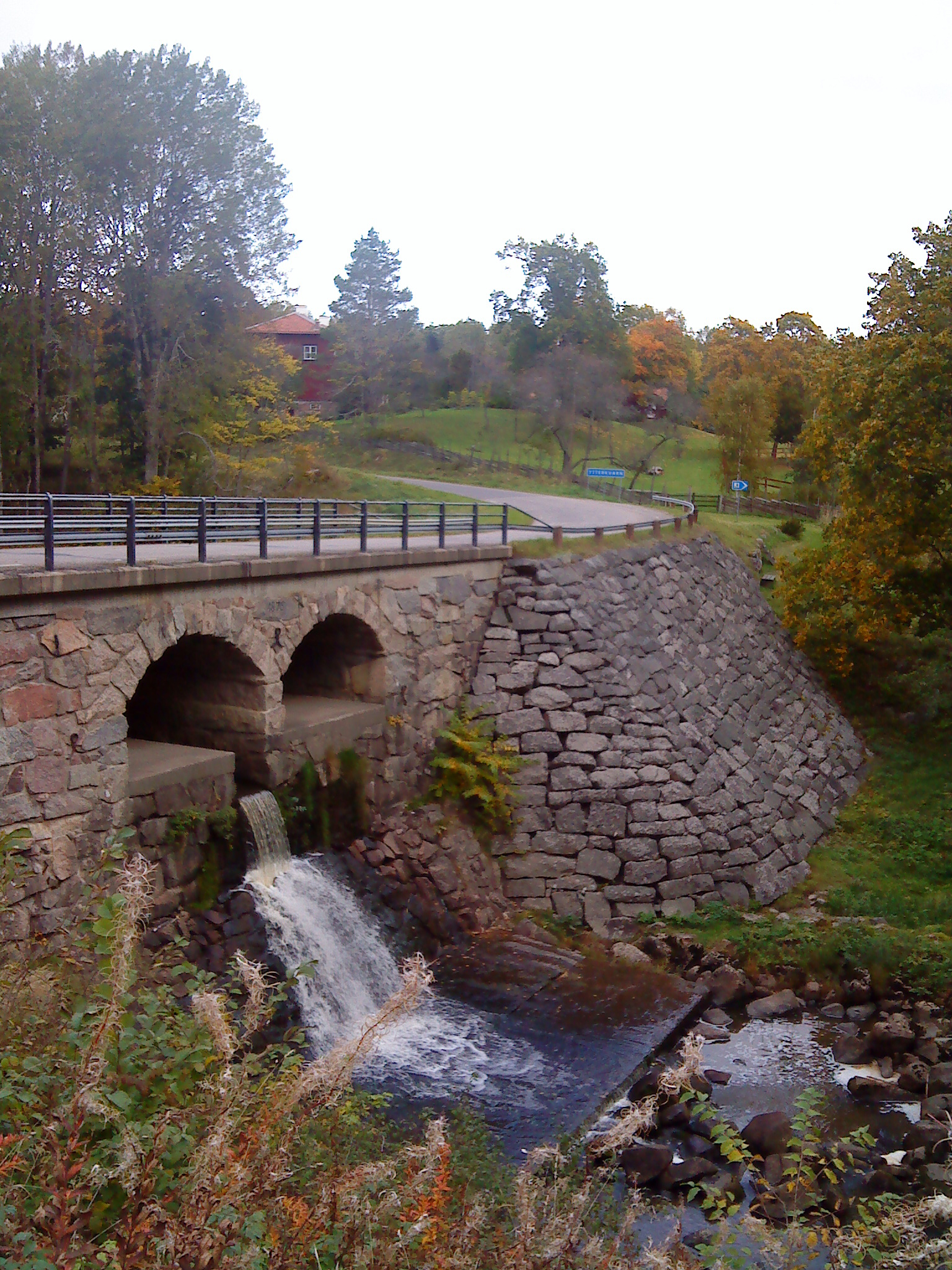
Міст Іттеркварн
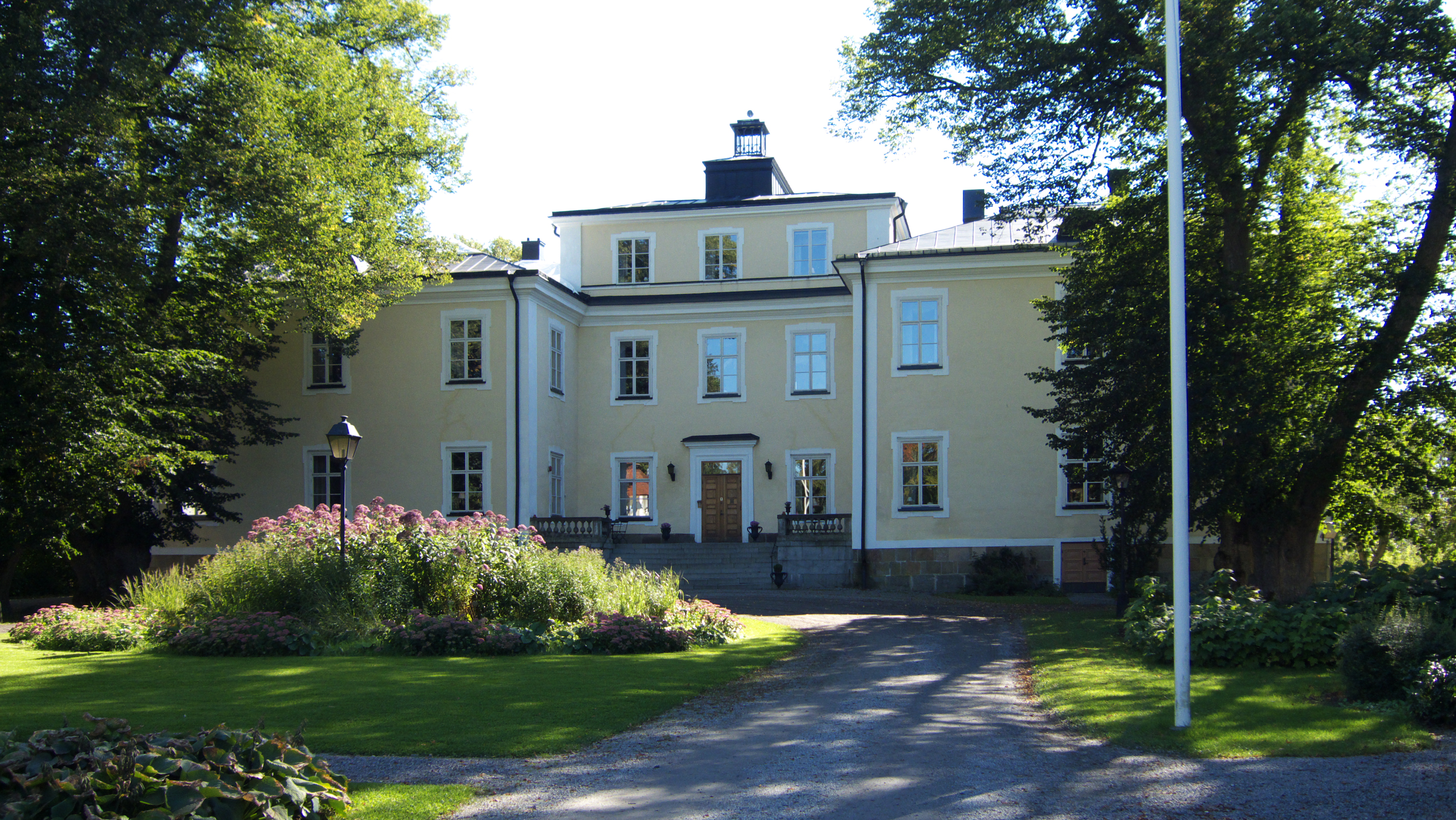
Замок (Гаґа)